# طلسم زیبا
طلسم کاتالینا (به اسپانیایی: Bella Calamidades) و (به انگلیسی: Beautiful But Unlucky) یک سریال تله‌نوال اسپانیایی زبان می‌باشد که توسط آر تی آی کلمبیا برای تلویزیون کاراکل ساخته شده و سپس در سرتاسر دنیا توسط تلموندو پخش شد. قصه این سریال در رابطه با زن زیبایی است که کم شانس است و با بازیگری دانا گارسیا و سگاندو سرناداس که زوج عاشق داستان هستند، داستان پیش می‌رود. این سریال محصول سال ۲۰۰۹ میلادی. یکی از موفق‌ترین تله نوال‌ها در این سال است، تا جایی که زوج بازیگر این سریال به عنوان زیباترین زوج در نظر سنجی مخاطبان اسپانیایی زبان انتخاب شدند. سریال به ۱۰۲ کشور فروخته شده‌است و مورد توجه قرار گرفت.در ایران هم این سریال بسیار مورد توجه قرار گرفت و یکی از پر بیننده ترین سریال های شبکه فارسی وان شد.

## داستان
داستان این سریال در مورد دختر زیبا و جذابی به نام لولا یا دلروس می‌باشد که در بین مردم خرافاتی زندگی می‌کند و آن‌ها به او بدقدم می‌گویند. خودش نیز باورش شده و فکر می‌کند هر جا می‌رود بدشانسی می‌آورد. همین باعث شده تا خجالتی گوشه‌گیر بشود. فقط یک مرد در دهکده هست که لولا را واقعاً دوست دارد و می‌تواند زندگی او را تغییر دهد. پدر بزرگ لولا، آکیلس بارازا، پیرمرد به ظاهر خسیسی می‌باشد که ثروت فراوانی دارد که توسط عمهٔ لولا به قتل می‌رسد و وکیل آکیلس، خاویر تمام ثروت او را به لولا می‌دهد و بعد لولا به شهر می‌رود
داستان این سریال در مورد دختر زیبا و جذابی به نام لولا یا دلروس می‌باشد او از کودکی فقیر بوده و با پدرش زندگی می‌کرده ولی پدرش مریض می‌شود ولی قبل از مرگش به او می‌گوید که مادر خوانده اش را پیدا کند او هم به دنبال مادر خواندهاش می‌رود و خانه‌اش را پیدا می‌کند اما وقتی لولا به خانهٔ مادر خوانده اش می‌رود تا با او صحبت کند لورنزا که همان مادر خواندهٔ لولاست خانه نبود بنابراین لولا با مارسلو ماچادو برادر خوانده اش پسر لورنزا ملاقات می‌کند دران زمان لولا ۱۲ سال داشت و مارسلو ۱۵ سال داشت و سر آخر لولا لورنزا را نمی‌بیند و به شهر می‌رود و در آنجا با عمهٔ خود مارتا کاررو آشنا می‌شود مارتا زن بدجنسی بود و در زندگی اش موفق نبود برای همین می‌خواست لولا هم زندگی خوبی نداشته باشد بنابراین لولا را بردهٔ خود می‌کند یک روز لولا از آنجا فرار می‌کند و به هورنروز می‌رود جایی که لورنزا زندگی می‌کرد لولا لورنزا را پیدا نمی‌کند و از آنجایی که جایی را نداشت که زندگی کند به قبرستان پناه می‌برد برای همین به او روح سرگردان یا دختر بد قدم می‌گفتند مارسلو که دانشجوی فلسفه است از پایتخت برای تعطیلات به هورنروز می آید و بعد لورنزا لولا را پیدا می‌کند و از او نگهداری می‌کند با گذشت زمان لولا و مارسلو عاشق همدیگر می‌شوند سیلوانا و پریسیلا که فامیل‌های لورنزا هستند عاشق پول هستند و وانمود می‌کنند که خیلی با کلاس هستند و پریسیلا که عاشق مارسلو است دختر عمه ی مارسلو است مانع رابطهٔ بین لولا و مارسلو می‌شود و …

## پخش در ایران
شبکه فارسی۱ بین سال ۱۳۸۹ و ۱۳۹۰ شروع به پخش این سریال کرد. زمان پخش این سریال شنبه تا چهارشنبه ساعت ۷ بعدازظهر بود.

## بازیگران
| بازیگر               | شخصیت                   | شناخته شده به                                               |
| -------------------- | ----------------------- | ----------------------------------------------------------- |
| دانا گارسیا          | دلروس لولا کاررو        | قهرمان زن داستان، عاشق مارسلو                               |
| سگاندو سرناداس       | مارسلو ماچادو           | قهرمان مرد داستان، عاشق لولا                                |
| گوستاوو آنجاریتا     | آکیلس بارازا            | کسی که لولا از او وحشت دارد، پدربزرگِ لولا                   |
| کتی باربری           | سیلویانا باردوسا        | مادر پریسیلا، زن برادر لورنزا و عمهٔ مارسلو                  |
| رزماری بوهورکز       | ویرجینیا ویدال          | دوست اسپرانزا                                               |
| تیبریو کروز فورچناتو | رومانو گالیانو          | پسر رجینا                                                   |
| آدریانا کامپوس       | پریسیلا کاردونا         | دختر عمه مارسلو                                             |
| کلاودیا روسیو مورا   | جوانا                   | پیشخدمت خانه ماچادو                                         |
| گری فوررو            | فابین                   | مالک بار دهکده                                              |
| می‌می مورالس          | اسپرانزا                | رقصنده در بار فابین                                         |
| هربرت کینگ           | الی یاس رومرو           | رئیس پلیس هورنروز                                           |
| پدرو رودا            | پابلو آویلار            | نگهبان قبرستان، دوست لولا                                   |
| دانیلا تاپیا         | نیکولاسا                | خدمتکار خانواده گالیانو                                     |
| ماریانا هلنا دوئرینگ | لورنزا کاردونا د ماچادو | مادر مارسلو، مادرخوانده لولا                                |
| ایلجا روزندال        | رودی                    | دوست سیلویانا از انگلیس                                     |
| دایانا کویجانو       | رجینا گالیانو           | سرپرست خانواده گالیانوها، مادر رومانو، رناتو، ریکاردو و رنه |
| پابلو آذار           | رناتو گالیانو           | پسر رجینا                                                   |
| سانتیاگو گومز        | رنه گالیانو             | پسر رجینا                                                   |
| جاناتان ایسلاس       | ریکاردو گالیانو         | پسر رجینا                                                   |
| رودولفو والدز        | ناچو                    | کارگر ماچادوها                                              |
| الخاندرو میراندا     | مارتا کاررو             | عمهٔ لولا، خواهر خوزه                                        |

## روند ساخت
این سریال در ابتدا قرار بود برای سال ۲۰۰۸ آماده نمایش شود، ولی پس از فیلم‌برداری قسمت نخست، تله موندو برای یک سال این پروژه را متوقف کرد؛ و در قسمت نخست هنوز بازیگر نقش اول مرد، مشخص نشده بود. اول از همه مارتین کارپن برای این نقش نامزد شده بود، ولی به خاطر مشغله کاری اش نتوانست قبول کند. در نهایت بازیگر آرژانتینی، سگاندو سرناداس این نقش را قبول کرد و با دانا گارسیا زوج خوبی را تشکیل داد. از دیگر نکات جالب ساخت این سریال این بوده که که الیزابت گوتیرز در ابتدا قرار بوده نقش پریسیلا را بازی کند.